# Pizzoni

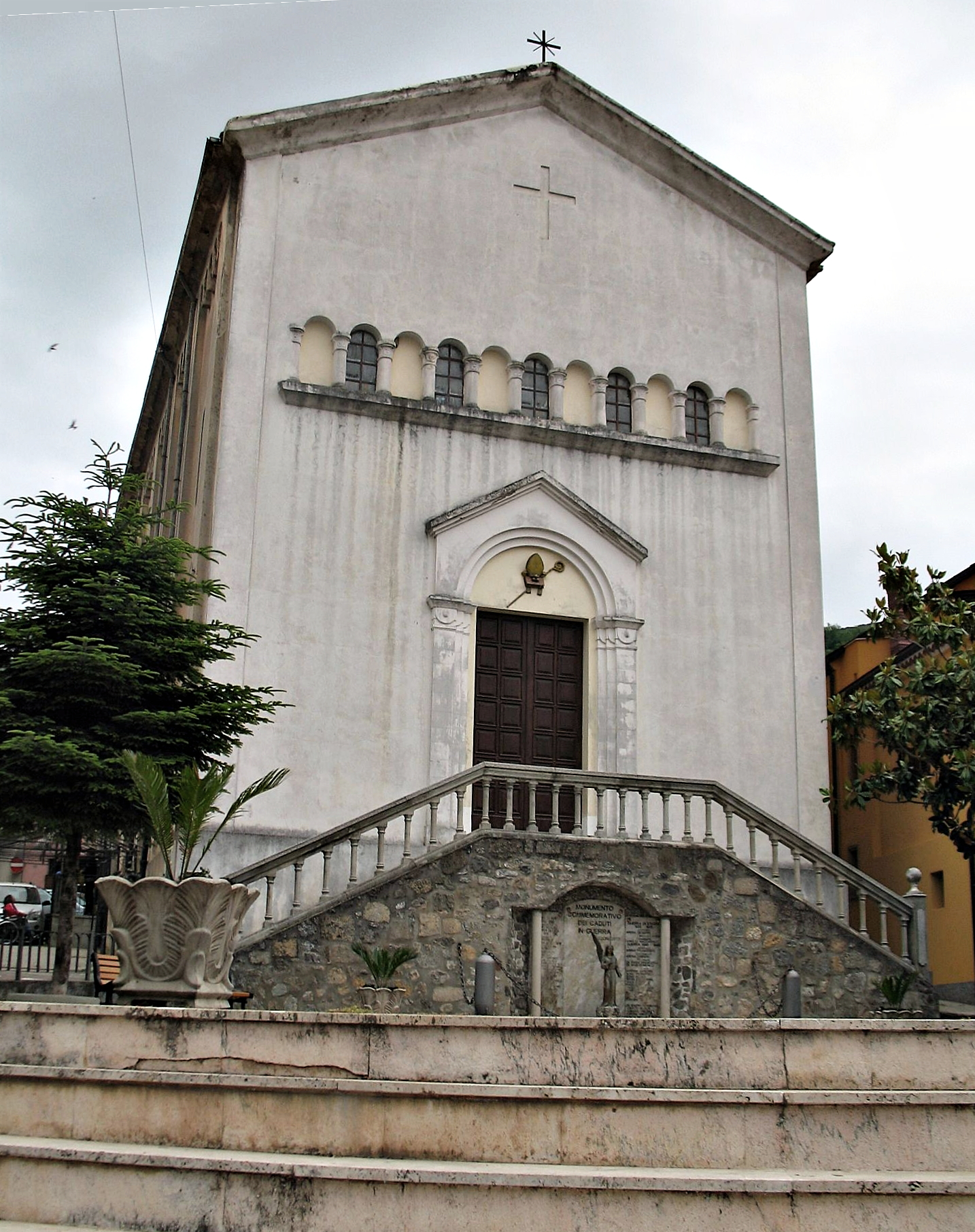
Kerk van Pizzoni

Pizzoni is een gemeente in de Italiaanse provincie Vibo Valentia (regio Calabrië) en telt 1307 inwoners (31-12-2004). De oppervlakte bedraagt 23,2 km², de bevolkingsdichtheid is 58 inwoners per km².

## Demografie
Pizzoni telt ongeveer 526 huishoudens. Het aantal inwoners daalde in de periode 1991-2001 met 18,0% volgens cijfers uit de tienjaarlijkse volkstellingen van ISTAT.
| Jaar | Inwoneraantal |
| ---- | ------------- |
| 1991 | 1664          |
| 2001 | 1364          |

## Geografie
Pizzoni grenst aan de volgende gemeenten: Simbario, Sorianello, Soriano Calabro, Stefanaconi, Vazzano.
Acquaro · Arena · Briatico · Brognaturo · Capistrano · Cessaniti · Dasà · Dinami · Drapia · Fabrizia · Filadelfia · Filandari · Filogaso · Francavilla Angitola · Francica · Gerocarne · Jonadi · Joppolo · Limbadi · Maierato · Mileto · Mongiana · Monterosso Calabro · Nardodipace · Nicotera · Parghelia · Pizzo · Pizzoni · Polia · Ricadi · Rombiolo · San Calogero · San Costantino Calabro · San Gregorio d'Ippona · San Nicola da Crissa · Sant'Onofrio · Serra San Bruno · Simbario · Sorianello · Soriano Calabro · Spadola · Spilinga · Stefanaconi · Tropea · Vallelonga · Vazzano · Vibo Valentia · Zaccanopoli · Zambrone · Zungri
1. ↑  https://demo.istat.it/?l=it.